# Кабака (титул)

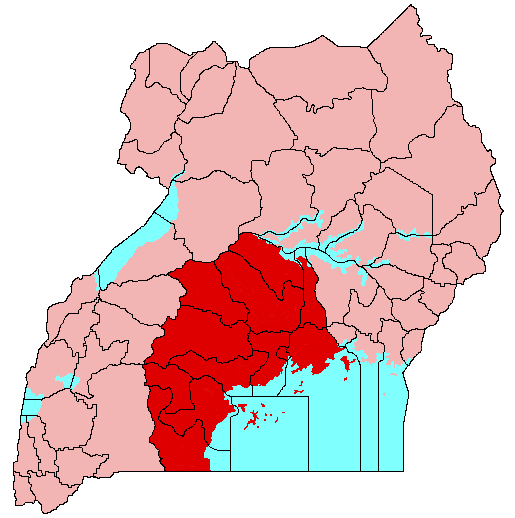
Буганда на карті Уганди

Кабака — титул монарха традиційного королівства Буганда на території Уганди.
1962 року, коли Уганда здобула незалежність від Британії, тодішній кабака Буганди Мутеса II був проголошений президентом Уганди. Невдовзі Мутесу було скинуто під час перевороту, а проти представників династії почалися репресії. Лише 1993 року влада Уганди дозволила відновити королівство Буганди — Мувенда Мутебі II коронований кабакою.

## Кабаки Буганди
- Тебандеке — ?
- Ндавула — ?
- Кагулу — ?
- Кікулве — 17? — 17?
- Маванда — 17? — 17?
- Мванга I — 1740—1741
- Намугала — 1741—1750
- Кіабаггу Кабікулі — 1750—1780
- Джунджу Ссендегея — 1780—1796

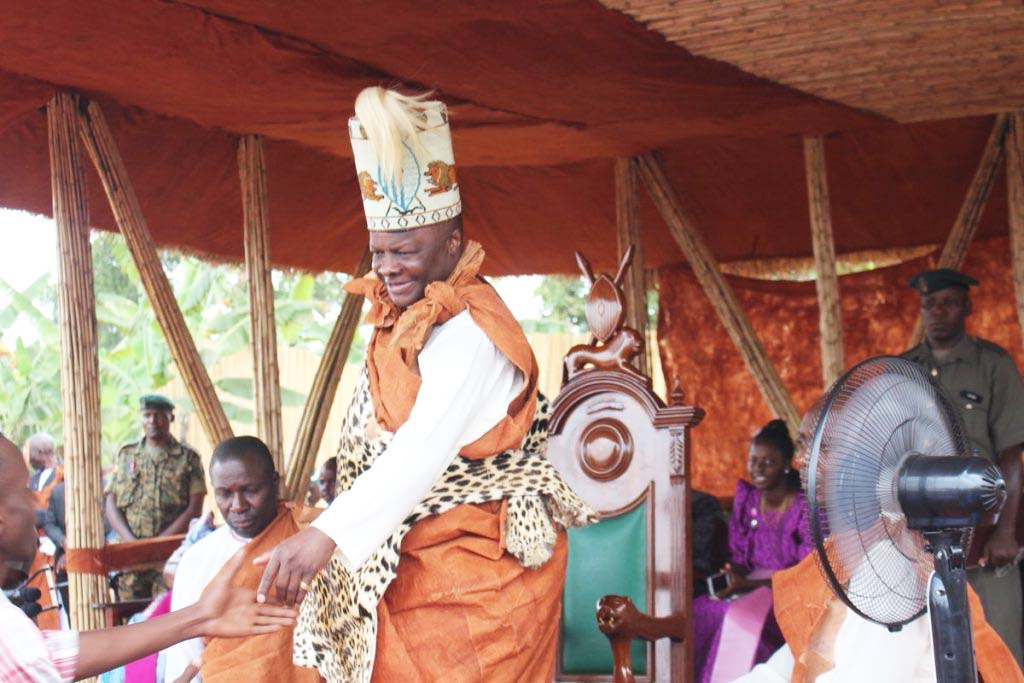
Кабака Мувенда Мутебі II

- Ссемакоокіро Васанджа Наббунга — 1796—1814
- Камаанія Наддувамала Мукаса — 1814—1836
- Ссууна II Калема Мігсекіатіа — 1836—1856
- Мутеса I — 1856—1884
- Мванга II — 1884—1888
- Мутебі Кавева — 10 вересня — 21 жовтня 1888
- Калема Мугулума — 1888—1889
- Мванга II — 1889—1897 (вдруге)
- Дауді Ква II — 1897—1939
- Мутеса II — 1939—1953
- 1953—1955 — регентська рада
- Мутеса II — 1955—1966 (вдруге)
- 1966—1967 — міжкоролів'я
- 1967—1993 — посада скасована
- Мувенда Мутебі II — 24 липня 1993 — дотепер[4]